# Fred William Allen
Pour les articles homonymes, voir Fred Allen et Allen.
Fred William Philip O' Mera Allen, né le 1er avril 1848 à Tipperary (Comté de Cork) et mort exécuté à Salford le 23 novembre 1867, est un patriote irlandais. 

## Biographie
Né d'un père (Thomas) protestant et d'une mère (Catherine) catholique, il est élevé à Brandon où son père est nommé professeur de religion protestante alors qu'il a trois ans.
Allen devient un des chefs des Fénians lors de la révolte de Manchester en 1867. Après la mort d'un policier durant l'attaque d'un fourgon de police, il est accusé de meurtre et condamné à mort avec ses complices Thomas Kelly et Timothy Deasy alors qu'aucune preuve n'est apportée de leur culpabilité et les arguments très douteux, ce qui ébranle alors la confiance des Irlandais en la justice britannique. Deasy et Kelly parviennent à s'évader mais Allen est exécuté avec Michael O'Brien et Michael Larkin. 
Jules Verne mentionne ces événements et cite Allen dans son roman Les Frères Kip (partie 2, chapitre X).